# Marcus Claudius Marcellus (consul en -287)
Pour les articles homonymes, voir Marcus Claudius Marcellus.
Marcus Claudius Marcellus était un homme politique romain. Il appartient à la famille d'origine plébéienne des Claudii Marcelli, branche de la gens des Claudii.
Il était le fils de Marcus Claudius Marcellus (consul en 331 av. J.-C.) et le grand-père de Marcus Claudius Marcellus (cinq fois consul de 222 à 208 av. J.-C.).
En 287 av. J.-C., il est consul, avec pour collègue Caius Nautius Rutilus.